# Sobec
Sobek és el déu egipci de l'aigua dolça (rius, llacs, pantans...) i de la fertilitat. Se'l representa amb cap de cocodril. Els egipcis creien que quants més cocodrils hi hagués al Nil, millors serian les collites després de la crescuda.